# 伊東祐俊
伊東 祐俊（いとう すけとし）は日本の陸軍軍人。最終階級は中佐。

## 生涯

### 略歴
佐賀県出身。歩兵第48連隊を経て明治天皇直属の近衛歩兵第2連隊第3大隊第11中隊長を務める。日露戦争にも参戦し、奉天会戦・黒溝台会戦などで第一軍の先陣指揮をとる。近衛歩兵第1連隊第1大隊長として凱旋し、歩兵第3連隊、歩兵第2連隊で大隊長、1910年から1912年まで陸軍水戸連隊区司令官。1913年１月に中佐で予備役編入。

### 親族
祐俊の妻エイチヨは、第9代鍋島藩主鍋島斉直の曾孫、皇族梨本宮妃伊都子の従姉にあたる。伊東家は飫肥藩の一族。家紋は庵木瓜。
伯父は元老院議官、貴族院議員、男爵の鍋島幹。
弟は海軍大佐で、第一次世界大戦において防護巡洋艦・「高千穂」艦長として戦死した伊東祐保。

## 栄典
- 1894年（明治27年）2月28日 - 従七位[3]
- 1913年（大正2年）2月10日 - 従五位[4]